# Miss Normandie
 (août 2023).
Si vous disposez d'ouvrages ou d'articles de référence ou si vous connaissez des sites web de qualité traitant du thème abordé ici, merci de compléter l'article en donnant les références utiles à sa vérifiabilité et en les liant à la section « Notes et références ».
Miss Normandie est un concours de beauté annuel concernant les jeunes femmes de la région Normandie. Il est qualificatif pour l'élection de Miss France, retransmise en direct sur la chaîne TF1, en décembre, chaque année.
Sept Miss Normandie ont déjà été couronnées Miss France :
- Monique Negler, Miss France 1958 ;
- Jeanne Beck, Miss France 1967 ;
- Isabelle Benard, Miss France 1981 ;
- Martine Robine, Miss France 1984 ;
- Cindy Fabre, Miss France 2005 ;
- Malika Ménard, Miss France 2010 ;
- Amandine Petit, Miss France 2021.

## Synthèse des résultats
Note : Toutes les données ne sont pas encore connues.
- Miss France: Monique Negler (1957), Jeanne Beck (1966), Isabelle Benard (1980), Martine Robine (1983), Cindy Fabre (2004), Malika Ménard (2009), Amandine Petit (2020)
- 1re dauphine: Céline Marteau (1989)
- 2e dauphine: Thérèse Martin-Dubuard (1952, Miss Trouville) ; Michèle Fourtin-Povel (1962)
- 3e dauphine Martine Babouot (1981)
- 4e dauphine: Sarah Tillard (2001) ; Youssra Askry (2021)
- 5e dauphine: Marie-Dominique Boucourt (1984), Marine Clautour (2019), Wissem Morel-Omari (2023)
- 6e dauphine: Sylviane Covet (1982), Estelle Celayeta (1995), Émilie Duvivier (1998)
- Top 12/Top 15: Mylène Roxin (1992), Johanna Moreau (2008), Juliette Polge (2010), Esther Houdement (2016), Lucile Lecellier (2024).

## Les Miss
Note : Toutes les données ne sont pas encore connues
| Année | Nom                      | Âge    | Taille | Résidence                    | Classement local/régional                                                                                           | Classement à Miss France                                                              | Autres                                                                                                 |
| ----- | ------------------------ | ------ | ------ | ---------------------------- | --- | ------------------------------------------------------------------------------------- | --- |
| 1946  | Janine Selmer            |        |        |                              | |                                                                                       | Participe sous le nom de Miss Cabourg                                                                  |
| 1946  | Geneviève Joret          |        |        |                              | |                                                                                       | Participe sous le nom de Miss Deauville                                                                |
| 1946  | Micheline Leclerc        |        |        |                              | |                                                                                       | Participe sous le nom de Miss Trouville                                                                |
| 1952  | Thérèse Martin-Dubuard   |        |        |                              | | 2e dauphine ex aequo à l'élection de Miss France 1953                                 | Participe sous le nom de Miss Trouville                                                                |
| 1957  | Monique Negler           |        | 1,75 m | Cherbourg                    | | Miss France 1958                                                                      | |
| 1962  | Michèle Fourtin-Povel    |        |        |                              | | 2e dauphine de Miss France 1963                                                       | |
| 1966  | Jeanne Beck              | 19 ans |        |                              | Saint-Pierre-du-Mont                                                                                                | Miss France 1967                                                                      | |
| 1968  | Michelle Beaurain        | 18 ans |        | Ouistreham                   | Miss Côte de Nacre 1968                                                                                             | Dauphine de Miss France 1969                                                          | Élue l'année suivante Miss France 1970 sous le titre de Miss Paris, d'où elle est originaire           |
| 1969  | Françoise Blanchard      | 17 ans |        |                              | |                                                                                       | |
| 1970  | Nicole Doyer             |        |        |                              | |                                                                                       | |
| 1976  | Carène Dellinger         |        |        |                              | |                                                                                       | |
| 1977  | Thérèse Arnoult          |        |        |                              | |                                                                                       | Participe sous le nom Miss Bocage-Normand                                                              |
| 1977  | Brigitte Drouin          |        |        |                              | |                                                                                       | Participe sous le nom Miss Basse-Normandie-Caen                                                        |
| 1977  | Béatrice Massuger        |        |        |                              | |                                                                                       | Participe sous le nom Miss Haute-Normandie-Dieppe                                                      |
| 1977  | Brigitte Miralles        |        |        |                              | |                                                                                       | Participe sous le nom Miss Haute-Normandie-Rouen ; Prix de l'Élégance à l'élection de Miss France 1978 |
| 1978  | Sylvie Louise            |        |        |                              | |                                                                                       | Participe sous le nom Miss Bocage-Normand                                                              |
| 1978  | Brigitte Drouin          |        |        |                              | |                                                                                       | Participe sous le nom Miss Basse-Normandie                                                             |
| 1978  | Brigitte Miralles        |        |        |                              | |                                                                                       | Participe sous le nom Miss Haute-Normandie                                                             |
| 1979  | Béatrice Gindre          |        |        |                              | |                                                                                       | Participe sous le nom Miss Bocage-Normand                                                              |
| 1979  | Patricia Ribeiro         |        |        |                              | |                                                                                       | Participe sous le nom Miss Normandie                                                                   |
| 1980  | Isabelle Benard          | 18 ans |        | Vernon                       | | Miss France 1981                                                                      | Demi-finaliste à Miss Europe 1981                                                                      |
| 1981  | Martine Babouot          | 16 ans | 1,71 m | Paris                        | Miss Côte Fleurie 1981                                                                                              | 3e dauphine à l'élection de Miss France 1982                                          | |
| 1982  | Sylviane Covet           | 19 ans |        | Caen                         | Miss Côte Fleurie 1982                                                                                              | 6e dauphine de Miss France 1983                                                       | |
| 1983  | Martine Robine           | 19 ans | 1,72 m | Deauville                    | | Miss France 1984                                                                      | |
| 1984  | Marie-Dominique Boucourt |        |        |                              | | 5e dauphine de Miss France 1985                                                       | |
| 1985  | Corinne Noël             | 19 ans |        | Les Andelys                  | |                                                                                       | |
| 1986  | Estelle Simon            |        |        |                              | |                                                                                       | |
| 1987  | Estelle Pelcat           |        |        | Saint-Pierre-lès-Elbeuf      | |                                                                                       | |
| 1988  | Anita Maizel             | 17 ans | 1,71 m | La Forêt-Auvray              | |                                                                                       | |
| 1989  | Céline Marteau           |        |        |                              | | 1re dauphine de Miss France 1990                                                      | Représentante de la France à Miss International 1990                                                   |
| 1990  | Sandra Guillaumot        |        |        |                              | |                                                                                       | |
| 1991  | Célia Coustic            |        |        |                              | |                                                                                       | |
| 1992  | Mylène Roxin             | 20 ans |        | Bernay                       | 1re dauphine Miss Normandie 1991 ; Miss Eure 1992                                                                   | Figure parmi les 12 demi-finalistes à l'élection de Miss France 1993                  | |
| 1993  | Katia Chédeville         |        |        | La Ferrière-aux-Étangs       | |                                                                                       | |
| 1994  | Karine Ancel             |        |        |                              | |                                                                                       | |
| 1995  | Estelle Celayeta         | 21 ans |        | Autheuil-Authouillet         | | 6e dauphine de Miss France 1996                                                       | |
| 1996  | Marianne Samson          | 18 ans | 1,70 m | Évreux                       | Miss Évreux 1995 ; Miss Eure 1996                                                                                   |                                                                                       | |
| 1997  | Delphine Garnier         | 22 ans | 1,71 m | Sainte-Honorine-la-Chardonne | Miss Orne 1994 ; Miss Cotentin 1995 ; 1re dauphine de Miss Normandie 1995                                           |                                                                                       | |
| 1998  | Émilie Duvivier          | 22 ans | 1,75 m | Hérouville-Saint-Clair       | Miss Calvados 1998                                                                                                  | 6e dauphine de Miss France 1999                                                       | |
| 1999  | Lydie Enguehard          | 22 ans | 1,78 m | Honfleur                     | |                                                                                       | |
| 2000  | Julie Leflamand          | 18 ans |        | Saint-Pierre-sur-Dives       | 2e dauphine de Miss Basse-Normandie 2000 Miss Calvados 2000                                                         |                                                                                       | |
| 2001  | Sarah Tillard            | 18 ans |        | Lisieux                      | | 4e dauphine de Miss France 2002                                                       | |
| 2002  | Catherine Lebreton       | 20 ans |        | Honfleur                     | |                                                                                       | |
| 2003  | Isabelle Mouchel         | 21 ans |        | Varenguebec                  | |                                                                                       | |
| 2004  | Cindy Fabre              | 19 ans | 1,78 m | Falaise                      | Miss Calvados 2004                                                                                                  | Miss France 2005                                                                      | Élue Miss European Cities ; 3e dauphine de Miss Europe 2005                                            |
| 2005  | Delphine Lefebvre        | 19 ans | 1,82 m | Granville                    | |                                                                                       | |
| 2006  | Clémence Preudhomme      | 22 ans | 1,82 m | Gerville                     | Miss Seine-Maritime 2006                                                                                            |                                                                                       | |
| 2007  | Séverine Daniel          | 20 ans | 1,72 m | Chèvreville                  | Miss Baie du Mont Saint-Michel 2005 ; 2e dauphine de Miss Basse-Normandie 2007                                      |                                                                                       | |
| 2008  | Johanna Moreau           | 24 ans | 1,80 m | Sées                         | Miss Baie du Mont Saint-Michel 2003 ; Miss Orne 2004 ; 1re dauphine Miss Normandie 2004 ; Miss Basse-Normandie 2008 | Figure parmi les douze demi-finalistes à l'élection de Miss France 2009 et termine 9e | Prix de la haute couture Robert Ali Naber à l’élection de Miss France 2009                             |
| 2009  | Malika Ménard            | 22 ans | 1,76 m | Hérouville-Saint-Clair       | Miss Calvados 2009                                                                                                  | Miss France 2010                                                                      | 13e à Miss Univers 2010                                                                                |
| 2010  | Juliette Polge           | 22 ans | 1,70 m | Le Noyer-en-Ouche            | Dauphine de Miss Basse-Normandie 2009 ; 2e dauphine Miss Normandie 2009                                             | Figure parmi les 12 demi-finaliste à l'élection de Miss France 2011 et termine 11e    | Petite-nièce de Valéry Giscard d'Estaing                                                               |
| 2011  | Sophie Duval             | 20 ans | 1,77 m | Saint-Martin-de-Bonfossé     | |                                                                                       | |
| 2012  | Pauline Llorca           | 24 ans | 1,71 m | Beuvillers                   | Miss Calvados 2012                                                                                                  |                                                                                       | Prix de la Sympathie à l'élection de Miss France 2013                                                  |
| 2013  | Ophélie Genest           | 19 ans | 1,72 m | Caen                         | Miss Basse-Normandie 2013                                                                                           |                                                                                       | |
| 2014  | Estrella Ramirez         | 24 ans | 1,71 m | Sées                         | 1re dauphine de Miss Orne 2012 ; 2e dauphine Miss Normandie 2012                                                    |                                                                                       | Prix Miss Hospitalité et Mercedes Castillo à l'élection de Miss France 2015                            |
| 2015  | Daphné Bruman            | 24 ans | 1,78 m | Caen                         | Miss Calvados 2014                                                                                                  |                                                                                       | |
| 2016  | Esther Houdement         | 20 ans | 1,83 m | Butot                        | Miss Haute-Normandie 2016                                                                                           | Figure parmi les 12 demi-finalistes à l'élection de Miss France 2017 et termine 12e   | |
| 2017  | Alexane Dubourg          | 20 ans | 1,70 m | Cairon                       | Miss Calvados 2017                                                                                                  |                                                                                       | |
| 2018  | Anaëlle Chrétien         | 22 ans | 1,81 m | Saint-Pair-sur-Mer           | Miss Manche 2016 ; 3e dauphine Miss Normandie 2017                                                                  |                                                                                       | Prix de l'élégance à l'élection de Miss France 2019                                                    |
| 2019  | Marine Clautour          | 21 ans | 1,72 m | Amfreville-la-Mi-Voie        | Miss Haute-Normandie 2019                                                                                           | 5e dauphine de Miss France 2020                                                       | Miss Espoir de France Normandie 2012                                                                   |
| 2020  | Amandine Petit           | 23 ans | 1,75 m | Bourguébus                   | 1re dauphine de Miss Basse-Normandie 2015 ; 2e dauphine Miss Normandie 2015                                         | Miss France 2021                                                                      | 13e à Miss Univers 2020                                                                                |
| 2021  | Youssra Askry            | 24 ans | 1,72 m | Rouen                        | 2e dauphine Miss Normandie 2020                                                                                     | 4e dauphine de Miss France 2022                                                       | Prix de la culture générale à l'élection de Miss France 2022                                           |
| 2022  | Perrine Prunier          | 22 ans | 1,71 m | Caen                         | 3e dauphine Miss Normandie 2021                                                                                     |                                                                                       | Prix de la culture générale et des bonnes manières à l'élection de Miss France 2023                    |
| 2023  | Wissem Morel             | 21 ans | 1,76 m | Rouen                        | | 5e dauphine de Miss France 2024                                                       | Prix du défilé à l'élection de Miss France 2024                                                        |
| 2024  | Lucile Lecellier         | 26 ans | 1,74 m | Sainte-Cécile                | Demoiselle du Pays Granvillais 2014 ; 1re dauphine de Miss Normandie 2021                                           | Figure parmi les 15 demi-finalistes à l'élection de Miss France 2025 et termine 10e   | |
| 2025  | Victoire Dupuis          | 19 ans | 1,70 m | Rouen                        | Miss Seine-Maritime 2025                                                                                            |                                                                                       | |

### Galerie

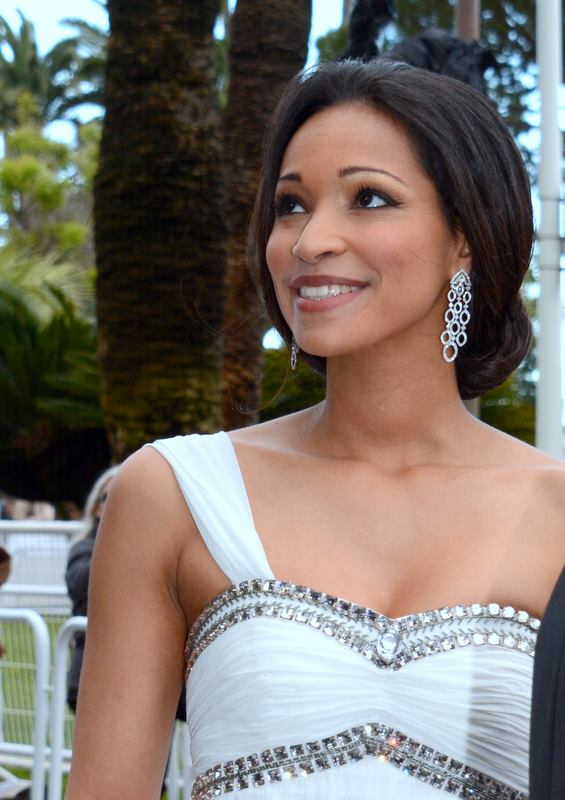
Cindy Fabre, Miss Normandie 2004 et Miss France 2005.
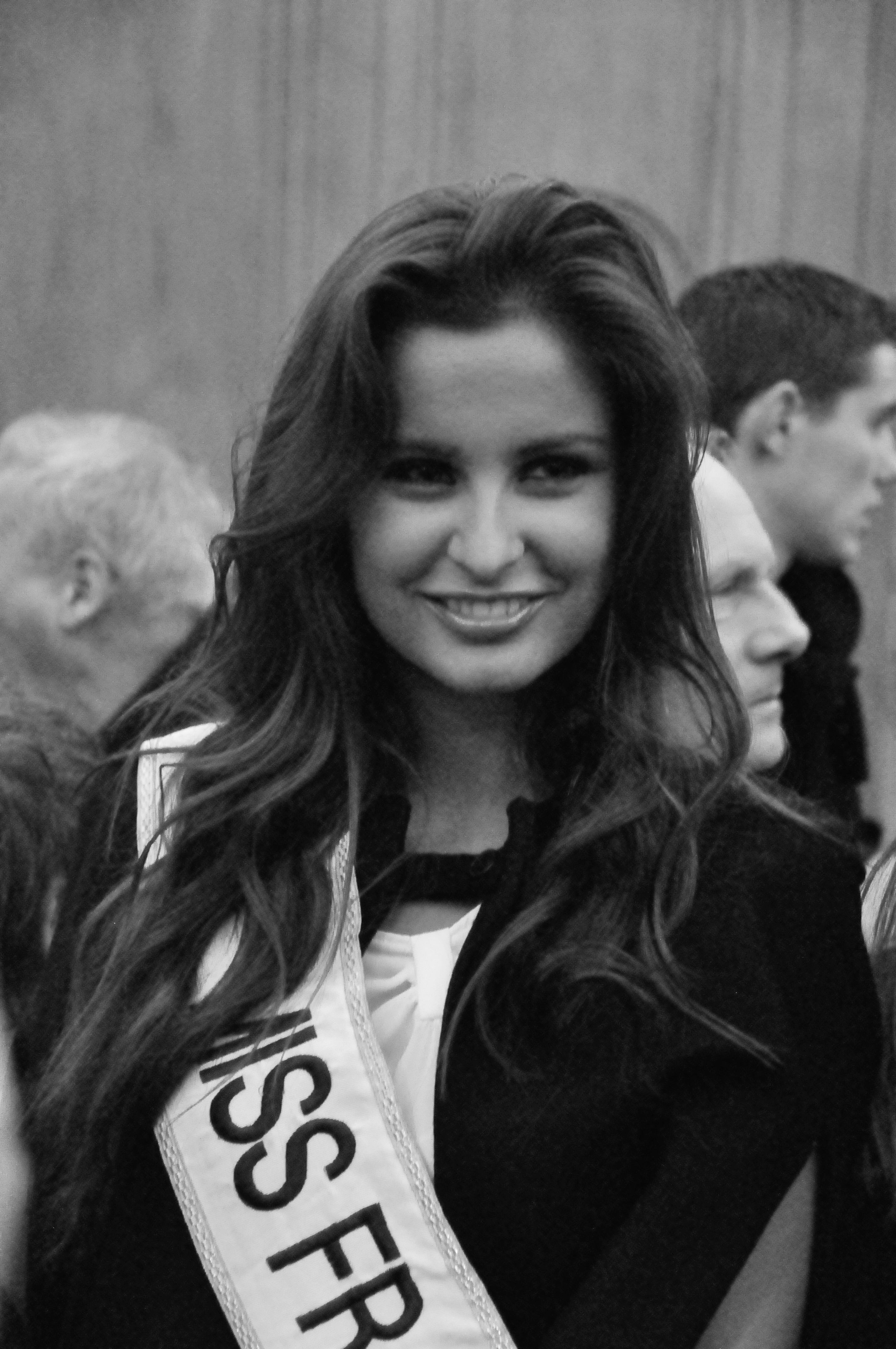
Malika Ménard, Miss Normandie 2009 et Miss France 2010.
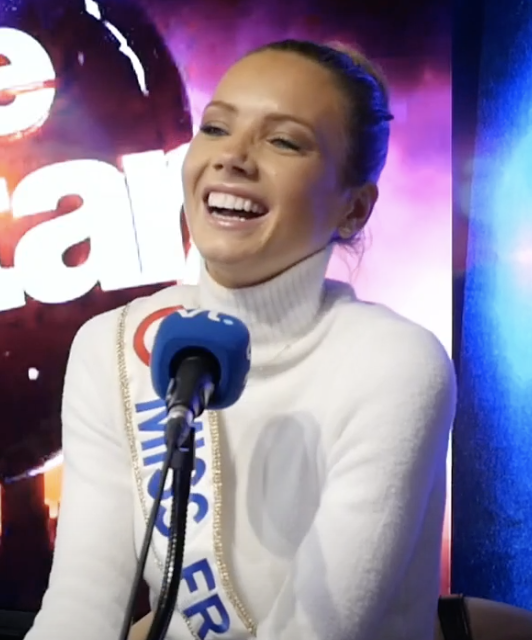
Amandine Petit, Miss Normandie 2020 et Miss France 2021.

## Palmarès par département depuis 1996
- Calvados : 1998, 1999, 2000, 2001, 2002, 2004, 2009, 2012, 2013, 2015, 2017, 2020, 2022 (13)
- Seine-Maritime : 2006, 2016, 2019, 2021, 2023, 2025 (6)
- Manche : 2003, 2005, 2007, 2011, 2018, 2024 (6)
- Orne : 1997, 2008, 2014 (3)
- Eure : 1996, 2010 (2)

## Palmarès à l’élection Miss France depuis 2000
- Miss France : 2005, 2010, 2021
- 1re dauphine :
- 2e dauphine :
- 3e dauphine :
- 4e dauphine : 2002, 2022
- 5e dauphine : 2020, 2024
- 6e dauphine :
- Top 12 puis 15 : 2009, 2011, 2017, 2025
- Classement des régions pour les 10 dernières élections (Miss France 2015 à 2024) : 11e sur 30[Note 1].